# Matriz de Hurwitz
Em matemática uma matriz de Hurwitz (em inglês:  Hurwitz matrix), ou matriz de Routh–Hurwitz, em engenharia matriz de estabilidade, é uma matriz quadrada real estruturada construída com coeficientes de um polinômio real.

## Matriz de Hurwitz e critério de estabilidade de Hurwitz
Dado um polinômio real
{\displaystyle p(z)=a_{0}z^{n}+a_{1}z^{n-1}+\cdots +a_{n-1}z+a_{n}}
a matriz quadrada {\displaystyle n\times n}
{\displaystyle H={\begin{pmatrix}a_{1}&a_{3}&a_{5}&\dots &\dots &\dots &0&0&0\\a_{0}&a_{2}&a_{4}&&&&\vdots &\vdots &\vdots \\0&a_{1}&a_{3}&&&&\vdots &\vdots &\vdots \\\vdots &a_{0}&a_{2}&\ddots &&&0&\vdots &\vdots \\\vdots &0&a_{1}&&\ddots &&a_{n}&\vdots &\vdots \\\vdots &\vdots &a_{0}&&&\ddots &a_{n-1}&0&\vdots \\\vdots &\vdots &0&&&&a_{n-2}&a_{n}&\vdots \\\vdots &\vdots &\vdots &&&&a_{n-3}&a_{n-1}&0\\0&0&0&\dots &\dots &\dots &a_{n-4}&a_{n-2}&a_{n}\end{pmatrix}}.}
é denominada matriz de Hurwitz correspondente ao polinômio {\displaystyle p}. Adolf Hurwitz estabeleceu em 1895 que um polinômio real é estável (isto é, todas suas raízes tem parte real estritamente negativa) se e somente se todos os determinantes dos menores da matriz {\displaystyle H(p)} são positivos:
{\displaystyle {\begin{aligned}\Delta _{1}(p)&={\begin{vmatrix}a_{1}\end{vmatrix}}&&=a_{1}>0\\[2mm]\Delta _{2}(p)&={\begin{vmatrix}a_{1}&a_{3}\\a_{0}&a_{2}\\\end{vmatrix}}&&=a_{2}a_{1}-a_{0}a_{3}>0\\[2mm]\Delta _{3}(p)&={\begin{vmatrix}a_{1}&a_{3}&a_{5}\\a_{0}&a_{2}&a_{4}\\0&a_{1}&a_{3}\\\end{vmatrix}}&&=a_{3}\Delta _{2}-a_{1}(a_{1}a_{4}-a_{0}a_{5})>0\end{aligned}}}
e assim por diante. Os menores {\displaystyle \Delta _{k}(p)} são denominados determinantes de Hurwitz.

## Matrizes Hurwitz estáveis
Em engenharia e teoria da estabilidade, uma matriz quadrada {\displaystyle A} é denominada matriz estável se todo autovalor de {\displaystyle A} tem parte real estritamente negativa, isto é,
{\displaystyle \mathop {\mathrm {Re} } [\lambda _{i}]<0\,}
para cada autovalor {\displaystyle \lambda _{i}}. {\displaystyle A} é também denominada uma matriz estabilidade, porque então a equação diferencial ordinária
{\displaystyle {\dot {x}}=Ax}
é assintoticamente estável, isto é, {\displaystyle x(t)\to 0} com {\displaystyle t\to \infty .}
Se {\displaystyle G(s)} é uma função de transferência, então {\displaystyle G} é denominada Hurwitz se os polos de todos os elementos de {\displaystyle G} tem parte real negativa. Notar que não é necessário que {\displaystyle G(s),} para um argumento específico {\displaystyle s,} seja uma matriz Hurwitz. A conexão é que se {\displaystyle A} é uma matriz de Hurwitz, então o sistema dinâmico
{\displaystyle {\dot {x}}(t)=Ax(t)+Bu(t)}
{\displaystyle y(t)=Cx(t)+Du(t)\,}
tem uma função de transferência de Hurwitz.